# Ano natsu de matteru
Ano natsu de matteru (あの夏で待ってる? lett. "Aspettando quell'estate") è una serie televisiva anime animata da J.C.Staff, prodotta da Genco e Geneon, e diretta da Tatsuyuki Nagai. L'anime è stato trasmesso su TV Aichi e KBS dal 10 gennaio al 27 marzo 2012, mentre il manga, disegnato da Pepako Dokuta, ha cominciato la serializzazione nel numero di marzo 2012 della rivista Dengeki Daioh di ASCII Media Works.

## Trama
Una notte, mentre prova la sua videocamera da 8mm, Kaito Kirishima viene coinvolto in una misteriosa esplosione, ma si risveglia il giorno dopo perfettamente in salute e senza ricordarsi nulla di quello che è successo. Senza dare molto peso all'incidente, va a scuola e, insieme ai suoi amici, decide di girare un film durante l'estate coinvolgendo due studentesse più grandi, la nuova arrivata Ichika Takatsuki e la strana Remon Yamano. Per uno strano scherzo del destino, Ichika, in realtà un'aliena precipitata sulla Terra, comincia a vivere con Kaito quando sua sorella deve andare a lavorare all'estero.

## Personaggi

### Principali
Kaito Kirishima (霧島 海人?, Kirishima Kaito)
Doppiato da: Nobunaga Shimazaki (ed. giapponese)
Kaito è il protagonista maschile e frequenta il primo anno del liceo. Ama filmare qualsiasi cosa con la cinepresa a manovella da 8mm che ha ereditato dal nonno; per questa sua passione, molti lo chiamano "il regista". Sembra consapevole dei sentimenti che Kanna prova per lui, ma s'innamora di Ichika Takatsuki. Sogna spesso ad occhi aperti di parlare con Ichika, lasciandosi sfuggire esclamazioni ad alta voce. Quando lei gli rivela la sua vera identità, Kaito non ne rimane sorpreso perché sospettava provenisse dallo spazio; in seguito, si confessano i sentimenti reciproci e iniziano a uscire insieme. Prima che Ichika parte per tornare al suo pianeta, le promette che l'amerà per sempre. Prima di diplomarsi, Kaito e i suoi amici riescono a finire il film che stavano girando, nel quale si vede che Ichika è riuscita a tornare sulla Terra di nuovo.
Ichika Takatsuki (貴月 イチカ?, Takatsuki Ichika)
Doppiata da: Haruka Tomatsu (ed. giapponese)
Ichika è la protagonista femminile ed è un'aliena la cui nave spaziale è precipitata sulla Terra, causando ferite fatali a Kaito. Dato che le sue cellule sono nanomacchine che hanno l'abilità di guarire, Ichika guarisce il ragazzo passandogli le sue cellule tramite un bacio e resta con lui all'inizio per assicurarsi che stia bene. Non essendo abituata alla vita sulla Terra, il suo comportamento è molto strano, ma riesce a correggersi in fretta per nascondere almeno la sua natura aliena. Gentile e amichevole, frequenta il terzo anno allo stesso liceo di Kaito. Quando confessa la sua vera identità agli amici, nessuno ne sembra particolarmente preoccupato; con l'aiuto di Kanna, Ichika si dichiara a Kaito e iniziano a uscire insieme. Alla fine della serie riparte per il suo pianeta, ma riesce in seguito a tornare sulla Terra.
Kanna Tanigawa (谷川 柑菜?, Tanigawa Kanna)
Doppiata da: Kaori Ishihara (ed. giapponese)
Kanna è una ragazza socievole ed è amica intima di Kaito, per il quale ha una cotta: la sorella del ragazzo ne è a conoscenza e incoraggia una relazione tra loro. È amica d'infanzia di Tetsuro; aiuta Ichika a dichiararsi a Kaito, anche a scapito dei propri sentimenti. Alla fine, anche lei si dichiara a Kaito pur sapendo che lui ama Ichika, e accetta il suo rifiuto con un sorriso.
Tetsuro Ishigaki (石垣 哲朗?, Ishigaki Tetsurō)
Doppiato da: Hideki Ogihara (ed. giapponese)
Tetsuro è l'amico di Kaito e Kanna ed è innamorato di quest'ultima, ma incoraggia i sentimenti della ragazza per Kaito. È molto esperto di ragazze e sviluppa un rapporto molto stretto con Mio Kitahara dopo aver saputo dei suoi problemi e della cotta che ha per lui. Alla fine si dichiara a Kanna, pur sapendo che lei lo rifiuterà, perché non vuole avere rimpianti.
Mio Kitahara (北原 美桜?, Kitahara Mio)
Doppiata da: Kana Asumi (ed. giapponese)
Mio è l'amica di Kanna e ha una cotta per Tetsuro. Gira per casa nuda e non ama indossare biancheria intima. Quando qualcuno le fa delle domande, dice che la sua famiglia è nudista. Dolce e innocente, dopo essersi dichiarata a Tetsuro si taglia i capelli.
Remon Yamano (山乃 檸檬?, Yamano Remon)
Doppiata da: Yukari Tamura (ed. giapponese)
Remon è una studentessa del terzo anno ed è fredda nei confronti delle altre persone, ma fa subito amicizia con Ichika. È birichina e ambigua e, per aver detto di aver scritto un copione per George Lucas a Hollywood, finisce per scrivere il film. È un agente dei Men in Black, infiltratasi a scuola per spiare Ichika.

### Altri personaggi
Rinon (りのん?)
Doppiato da: Rina Hidaka (ed. giapponese)
Rinon è un compagno di Ichika ed è una piccola forma di vita aliena e l'interfaccia organica computerizzata della nave di Ichika. Quando Ichika torna al suo pianeta, Rinon resta con Remon all'agenzia dei MIB.
Nanami Kirishima (霧島 七海?, Kirishima Nanami)
Doppiata da: Aya Hisakawa (ed. giapponese)
Mandami è la sorella maggiore di Kaito e si occupa di lui da quando sono morti i suoi genitori e piange facilmente.
Manami Ogura (小倉 真奈美?, Ogura Manami)
Doppiata da: Fuyuka Ōura (ed. giapponese)
Manami è la sorella maggiore di Tetsuro ed è sposata con Satoshi Ogura, con il quale litiga spesso e per questo passa molto tempo a casa del fratello.
Kaori Kinoshita (木下 香織?, Kinoshita Kaori)
Doppiata da: Ai Kayano (ed. giapponese)
Kaori è una compagna di classe di Kaito alle elementari e ha una cotta per lui.
Chiharu Arisawa (有澤 千春?, Arisawa Chiharu)
Doppiata da: Yuka Iguchi (ed. giapponese)
Chiharu è l'amica di Kaori ed è innamorata di Tetsuro.
Emika Takatsuki (貴月 エミカ?, Takatsuki Emika)
Doppiata da: Yui Horie (ed. giapponese)
Emika è la sorella di Ichika e arriva sulla Terra per riportarla indietro.

## Anime

Logo della serie

L'anime, diretto da Tatsuyuki Nagai, animato da J.C.Staff e prodotto da Genco e Geneon, è andato in onda dal 10 gennaio al 27 marzo 2012 sulle reti TV Aichi e KBS. La composizione della serie fu a cura di Yōsuke Kuroda con il character designer di Taraku Uon e Masayoshi Tanaka. La colonna sonora è stata prodotta principalmente da Maiko Iuchi e dal gruppo I've Sound. La sigla di apertura è "Sign" cantato da Ray, con testi scritti da Kotoko e composti da Shinji Orito. La sigla finale è "Vidro Moyō" (ビードロ模様) cantato da Nagi Yanagi.  Ai 12 episodi della serie, viene accompagnato un OVA pubblicato il 29 agosto 2014.

### Episodi
| Nº  | Titolo italiano (traduzione letterale) Giapponese 「Kanji」 - Rōmaji | In onda          | In onda |
| Nº  | Titolo italiano (traduzione letterale) Giapponese 「Kanji」 - Rōmaji | Giapponese       |         |
| 1   | Non posso, senpai. 「困ります、先輩。」 - Komarimasu, senpai. | 10 gennaio 2012  |         |
| 2   | Insieme alla senpai… 「先輩といっしょ…」 - Senpai to issho… | 17 gennaio 2012  |         |
| 3   | La senpai dirà che… 「先輩が言っちゃう…」 - Senpai ga icchau… | 24 gennaio 2012  |         |
| 4   | La senpai è stata fantastica. 「先輩はすごかった。」 - Senpai wa sugokatta. | 31 gennaio 2012  |         |
| 5   | La senpai è un'eroina. 「先輩はヒロイン。」 - Senpai wa hiroin. | 7 febbraio 2012  |         |
| 6   | La rivale della senpai. 「先輩にライバル。」 - Senpai ni raibaru. | 14 febbraio 2012 |         |
| 7   | I sentimenti della senpai. 「先輩の気持ち。」 - Senpai no kimochi. | 21 febbraio 2012 |         |
| 8   | La senpai è nei guai, 「先輩がPINCH,」 - Senpai ga PINCH, | 28 febbraio 2012 |         |
| 9   | Senpai 「せんぱい」 - Senpai | 6 marzo 2012     |         |
| 10  | Noi e la senpai. 「先輩と僕らの。」 - Senpai to bokura no. | 12 marzo 2012    |         |
| 11  | Non andare, senpai. 「行かないで、先輩。」 - Ikanai de, senpai. | 19 marzo 2012    |         |
| 12  | Aspetteremo in estate. 「あの夏で待ってる。」 - Ano natsu de matteru. | 26 marzo 2012    |         |
| OAV | |                  |         |
| 1   | Mentre passiamo l'ultima estate alle superiori, aspetteremo quell'estate. 「僕達は高校最後の夏を過ごしながら、あの夏を待っている。」 - Bokutachi wa kōkō saigo no natsu o sugoshinagara, ano natsu o matteiru. | 29 agosto 2014   |         |